# 灰雁 (伏特加)

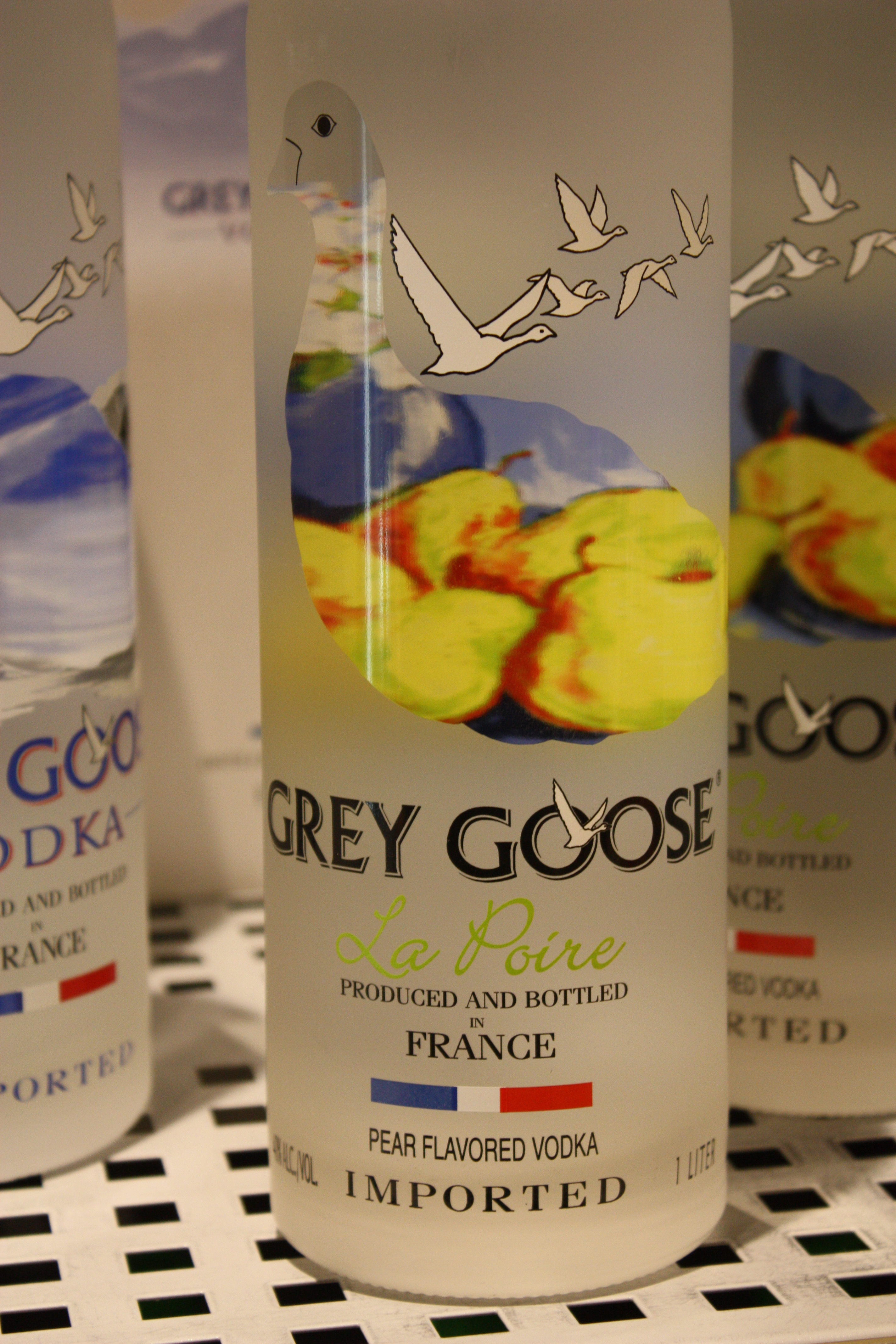
一瓶灰雁伏特加

灰雁（Grey Goose）是法国的一个伏特加品牌。該品牌始於1997年，2004年被百加得收購 。而調製出灰雁的調酒師原本從事的是干邑白兰地生產工作 。用來酿造灰雁伏特加的小麦产自法国皮卡第。